# ITF Changwon Women's Challenger Tennis 2011
L'ITF Changwon Women's Challenger Tennis 2011 è stato un torneo di tennis facente parte della categoria ITF Women's Circuit nell'ambito dell'ITF Women's Circuit 2011. Il torneo si è giocato a Changwon in Corea del Sud dal 23 al 29 maggio 2011 su campi in cemento e aveva un montepremi di $25,000.

## Vincitori

### Singolare
Chanel Simmonds ha battuto in finale  Yurika Sema con il punteggio di 6–2, 6–2

### Doppio
Chan Hao-ching /  Zheng Saisai hanno battuto in finale  Yurika Sema /  Erika Takao con il punteggio di 6–2, 4–6, [11-9]